# Río Majagua
 (novembre 2023).
Si vous disposez d'ouvrages ou d'articles de référence ou si vous connaissez des sites web de qualité traitant du thème abordé ici, merci de compléter l'article en donnant les références utiles à sa vérifiabilité et en les liant à la section « Notes et références ».
Le rio Majagua est une rivière de la République du Panama située dans la province de Chiriquí, dans l'ouest du pays.

## Géographie
Le rio Majagua, prend sa source sur le volcan Barú près de la colline El Banco à une altitude de 1 500 m, dans le bassin hydrographique du rio Chiriqui, et se jette dans le rio David près de la ville de David.
Ses principaux affluent sont sur la rive gauche le rio Tinajas et sur la rive droite le quebrada de Guaca et le rio Soles.